# جیمز رایزن

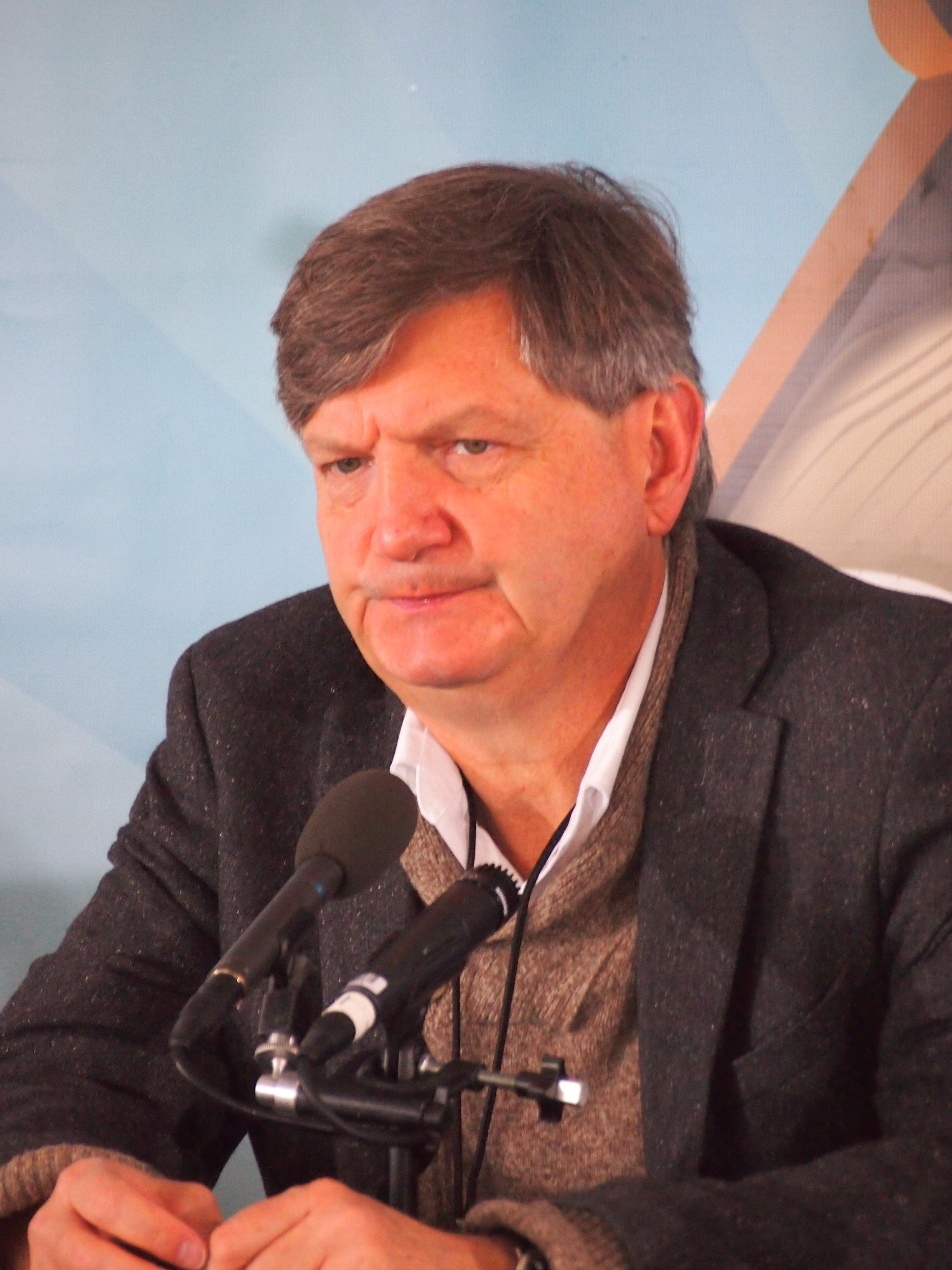
تصویر این شخص

جیمز رایزن (به انگلیسی: James Risen) (زاده ۱۹۵۵ میلادی) نویسنده، روزنامه نگار روزنامه نیویورک تایمز آمریکا و تحلیل گر امریکایی و برنده جایزه پولیتز است.
رایزن پس از دریافت جایزه ویژه روزنامه‌نگاری در کالج کولبی ایالت مین در سخنرانی خود گفت: «من فکر می‌کنم که اوباما از رسانه‌ها متنفر است و به هیچ عنوان تمایل ندارد که اخبار به بیرون درز کند.»
وی در سال ۲۰۰۶ کتاب دولت جنگ را درباره برنامه‌های خرابکارانه سازمان سیا علیه برنامه هسته‌ای ایران به رشته تحریر درآورده است.
گفته شده که وی اطلاعات خود در این کتاب را از جفری استرلینگ دریافت کرده که ظاهراً افسر بخش عملیات‌های ویژه سیا در ایران بوده است. رایزن به خاطر این کتاب بارها به زندان کشیده شده است و گفته شده سال‌ها زندان در انتظار او است.

## آثار
- دولت جنگ[۴]
- هر قیمتی را بپرداز: حرص، قدرت و جنگ بی پایان